# Театр села
«Театр села» — негосударственный театр в селе Льва Толстого Калужской области, открыт в ноябре 2020 года по инициативе актёра Глеба Данилова на базе детского досугового центра. Театр развивает собственный репертуар и приглашает на гастроли профессиональные коллективы. Миссия театра — развитие профессионального театрального искусства в малых населённых пунктах России.

## История
Театр был открыт в ноябре 2020 года по инициативе актёра Глеба Данилова, выпускника ГИТИС и исполнителя роли Славика Никитина в фильме «Подольские курсанты». На момент регистрации под официальным названием АНО «Сельский театр» он стал первым в России негосударственным сельским театром. По рассказу Данилова, в 2014 году его семья приобрела участок в селе Льва Толстого Калужской области, на котором располагалась пустующая половина ветхого столетнего здания. Вторую часть занимала аптека. После ремонта мать Глеба Ирина Данилова открыла в принадлежащей им половине здания детский досуговый центр, к 2019 году его постоянно посещали около 200 детей. В центре работают творческие и образовательные кружки, а также спортивные секции. 13 декабря 2020 года состоялся первый спектакль — «Теремок» от «Калужского театра кукол». По воспоминаниям Данилова, очередь на спектакль была так велика, что пришлось устраивать незапланированный второй показ, а билеты раскупили за два часа. В силу того, что здание театра было ветхим и небольшим, главный зал имел площадь 40 м², а у детей не было даже раздевалки, требовались ремонт и расширение помещения. Так у организатора родилась идея создать полноценный театр, где по выходным шли бы спектакли, а в будние дни продолжили работу детские секции.
В конце 2019 года Данилов получил уведомление, что собственник второй половины здания признан банкротом и его часть дома будет выставлена на торги. Данилов постарался привлечь внимание СМИ и коллег, а также запустил краудфандинг. Ему удалось собрать более миллиона рублей и выкупить здание полностью, а также помочь театру в месяцы локдауна из-за пандемии COVID-19. Чтобы полностью отремонтировать здание и оборудовать новые зрительный зал, фойе и раздевалку, требовалось ещё три миллиона. Журналист Алексей Пивоваров рассказал о Глебе Данилове и воспитанниках «Театра села» в выпуске своей передачи «Редакция». После обращения Данилова весной 2021 года музыкант Сергей Чиграков помог открыть сбор средств на восстановление театра через краудфандинговую платформу Planeta.ru, его поддержали Евгений Маргулис, Юрий Шевчук, Александр Панкратов-Чёрный, Андрей Державин, Надежда Бабкина. Комментируя акцию, Маргулис отметил, что «благодаря этому зданию жизнь заиграла совершенно новыми красками. Театр нужен для того, чтобы поднимать культуру». Актёр Панкратов-Чёрный вспоминал, что сам вырос в селе, и считает идею «театра на селе» замечательной. В результате удалось собрать два миллиона рублей на ремонт здания театра.
«Театр села» работает как антрепризная площадка и ставит собственные спектакли детской театральной студии. В калужском доме купца Лебедянцева на улице Театральной, дом 5, Театр села проводит читки и репетиции. В планах коллектива приглашать на гастроли профессиональные труппы, проводить творческие вечера известных артистов и рок-групп, а также развивать собственные труппу и репертуар. По замыслу Данилова, открытие театра в селе позволит познакомить местных жителей с этим видом искусства, дать детям площадку для развития и самовыражения, «вдохнуть культурную жизнь» в село. Близость популярных музея «Стояние на Угре» и Тихонова Успенского монастыря позволит увеличить число зрителей за счёт туристов.
В сентябре 2021 года 300 тыс. рублей передал «Театру села» бывший режиссёр Мотыгинского драматического театра Дмитрий Турков.
6 декабря 2021 года, к 200-летнему юбилею Николая Некрасова, в «Театре села» состоялся премьерный показ собственного спектакля «Зайцы спасают Мазая» (реж. Данила Дробиков, автор Глеб Данилов). После успешного дебюта, в 2022 году спектакль посетил с гастролями Приволжск, Плёс и Суздаль. Программа «Человеческий фактор» телеканала «Культура Россия» начала съёмки фильма о театре, премьера запланирована на ноябрь 2022 года.
В апреле 2022 года театр посетил Леонид Якубович. Телеведущий пообещал поставить в театре свою пьесу «Любовник для моей жены». Также в 2022 году стартовал новый проект «Театра села» — «Театр на районе», в рамках которого представления с участием профессиональных актёров проходили прямо во дворах жилых домов в Подмосковье.
В 2023 году «Театр села» стал одной из площадок международного кинофестиваля фильмов и программ о космосе «Циолковский». Руководство театра применило технологию создания костюмов с помощью 3D-визуализации нейросети в постановке «Неистовые космисты».
В 2023 году в спектакле «Муму» в заглавной роли выступила робот-собака. Артемий Лебедев прокомментировал это событие как «прекрасное и замечательное».

### Комментарии
1. ↑  Сельские театры в России встречаются крайне редко и испытывают трудности с финансированием. Посёлок Мотыгино Красноярского края является самым маленьким населённым пунктом страны, в котором работает собственный драматический театр. В 2020 году режиссёр театра Дмитрий Турков запустил на портале Planeta.ru сбор средств на постройку тёплого туалета для театра взамен уличного, которым сотрудникам и посетителям приходилось пользоваться даже зимой. Турков обратил внимание общественности и на другие проблемы театра — гниющую стену здания, обветшание фундамента. Ему удалось собрать 1,2 млн рублей на ремонт. Под руководством режиссёра спектакль «Веселый солдат» вошёл в лонг-лист премии «Золотая маска», а Мотыгинский театр получил статус краевого[18]. Однако, в сентябре 2021 года руководство не продлило с Турковым контракт[19]. По неофициальным заявлениям, причиной стало слишком активное привлечение внимания к проблемам, которых администрация хотела бы не выносить на публику. 300 тыс. рублей из собранных через краудфандинг денег Турков передал в помощь «Театру села»[20][21][22].